# Франтішек Росмайсль
Франтішек Росмайсль (чеськ. František Rosmaisl; 25 квітня 1884 — 9 травня 1945) — чеський футболіст, що грав на позиції півзахисника. Виступав у складі клубу «Славія» (Прага).

## Футбольна кар'єра
У 1906—1914 роках виступав у складі провідної команди країни того часу  — «Славії». Чемпіон Богемії 1913 року. У 1908 році став володарем кубка милосердя у складі команди «Славія-2». У 1909 році був учасником турне, під час якого «Славія» ряд товариських матчів у Англії і Франції. У складі «Славії» зіграв 207 ігор і забив 16 голів.
У 1906 році зіграв один матч у складі збірної Богемії. У Будапешті зіграли внічию 1:1 зі збірної Угорщини.
Також грав за збірну у різних матчах, що не входять до офіційного реєстру ФІФА. Зокрема, став аматорським чемпіоном Європи 1911 року. Команда, основу якої складали гравці «Славії», перемогла збірні Бельгії (6:1), Франції (4:1) і Англії (2:1).
Після завершення кар'єри став функціонером «Славії». У 1925-1935 роках був головою аматорської секції, тобто гравців без професійного статусу (резерву, юніорів, юнаків). За цивільною професією обіймав посаду поштмейстера.
Трагічно загинув 9 травня 1945 року під час повстання проти нацистів. Подія сталася на околиці Раковника. Представники опору делегували Франтішека на переговори з відступаючими напівоточенними німецькими солдатами. Він пішов їм назустріч з білим прапором, але його все одно застрелили..